# Flavius Stephanus
Flavius Stephanus († 18. September 96 in Rom) war einer der Mörder des römischen Kaisers Domitian.
Stephanus war ein Freigelassener. Er war Prokurator der Flavia Domitilla, der Frau von Titus Flavius Clemens, der im Jahr 95 Konsul war.
An der Ermordung von Domitian war Stephanus maßgeblich beteiligt. Schon Tage vor der Tat hatte er eine Verletzung eines Armes vorgetäuscht, um im Verband einen Dolch zu verstecken, den er so unbemerkt in das Schlafzimmer des Kaisers schmuggelte. Obwohl er das Überraschungsmoment auf seiner Seite hatte und man ihm eine überragende Körperkraft nachsagte, gelang es ihm zunächst nicht, Domitian zu überwältigen; dieser soll sich auf seinen Angreifer geworfen und trotz der ihm zugefügten Wunden lange mit Stephanus gerungen haben. Erst die Mittäter Parthenius und Maximus konnten den Anschlag vollenden und Domitian ermorden. Die Verschwörer wurden noch vor Ort von der Wache des Kaisers gestellt und getötet.